# Call Off the Search
Call Off the Search é o álbum de estreia da cantora britânica de origem georgiana Katie Melua, lançado em 2003 pela editora Dramatico de Londres, quando a cantora tinha 19 anos.
O disco foi produzido por Mike Batt o autor musical de todas as faixas. As canções têm letra de diferentes autores: Mike Batt foi autor das letras das faixas 1, 3, 4, 6, 9 e 10: Katie Melua escreveu as canções nº7 "Belfast (penguins and cats)" em que ela fala da sua infância em Belfast, capital da Irlanda do Norte, onde viveu dos 8 aos 14 anos e das rivalidades entre os pinguins (protestantess) e os gatos (católicos) e o tema "Faraway Voice" dedicada à cantora Eva Cassidy; a faixa nº2 foi escrita por John Mayall; Dolores J. Silver escreveu a canção nº8 e a canção nº12 foi redigida por James Shelton.
Melua foi acompanhada musicalmente por Chris Spedding e Jim Cregan (guitarras), Tim Harries (piano, órgão e guitarra baixo), Henri Spinetti e Michael Kruk (bateria). A música foi orquestrada pela Irish Film Orchestra sob a dire(c)ção do maestro Mike Batt. A venda do CD foi acompanhada pela oferta de um DVD musical.
Este disco foi um grande sucesso de vendas um pouco por todo o mundo (mais  de 1 milhão de cópias no Reino Unido e mais de três milhões em todo o mundo). O tema com maior sucesso e mais escutado foi a canção número 3 "The Closest Thing to Crazy".

## Faixas
Todas as faixas por Mike Batt, exceto onde anotado.
1. "Call off the Search" – 3:24
2. "Crawling up a Hill" (John Mayall) – 3:25
3. "The Closest Thing to Crazy" – 4:12
4. "My Aphrodisiac Is You" – 3:34
5. "Learnin' the Blues" (Delores J. Silver) – 3:23
6. "Blame It on the Moon" – 3:47
7. "Belfast (Penguins and Cats)" (Katie Melua, Batt) – 3:21
8. "I Think It's Going to Rain Today" (Randy Newman) – 2:30
9. "Mockingbird Song" – 3:06
10. "Tiger in the Night" – 3:07
11. "Faraway Voice" (Melua, Batt) – 3:13
12. "Lilac Wine" (James Shelton) – 6:42

## Posições nas paradas
| Chart                             | Posição | Fonte |
| --------------------------------- | ------- | ----- |
| UK Albums Chart                   | 1       | [ 1 ] |
| US Heatseekers Albums (Billboard) | 7       | [ 2 ] |
| Billboard 200                     | 161     | [ 3 ] |